# Yokosuka H5Y
Die Yokosuka H5Y (alliierter Codename: Cherry) war ein Flugboot der Kaiserlich Japanischen Marine. Es wurde von 1936 bis 1941 gebaut und als „Marinetyp 99“-Flugboot bezeichnet.
Yokosuka beauftragte Dai-Juichi Kaigun Kokusho mit der Ausführung der Fertigung. Die Leistung des Flugzeugs war allerdings nicht besonders gut. Daher wurden nur 20 Maschinen dieses Typs hergestellt.

## Technische Daten
| Kenngröße             | Daten (H5Y1)                                                                  |
| --------------------- | ----------------------------------------------------------------------------- |
| Besatzung             | 6 (5 + 8–10 Passagiere als Transporter)                                       |
| Länge                 | 20,52 m                                                                       |
| Flügelspannweite      | 31,57 m                                                                       |
| Höhe                  | 6,7 m                                                                         |
| Tragflügelfläche      | 107,74 m²                                                                     |
| Leermasse             | 7.000 kg                                                                      |
| Startmasse            | normal 11.500 kg maximal 12.500 kg                                            |
| Antrieb               | 2 × 14-Zylinder-Sternmotoren Mitsubishi MK1A Shinten-21, je 1.200 PS (883 kW) |
| Höchstgeschwindigkeit | 305 km/h in 700 m Höhe                                                        |
| Reisegeschwindigkeit  | 240 km/h in 1.000 m Höhe 181 km/h (wirtschaftlich)                            |
| Steiggeschwindigkeit  | 120 m/min                                                                     |
| Gipfelhöhe            | praktisch 5.200 m                                                             |
| Reichweite            | normal 3.000 km maximal 4.700 km                                              |
| Aktionsradius         | 1.880 km                                                                      |
| Flugdauer             | maximal 26 h bei 181 km/h                                                     |
| Bewaffnung            | 3 × bewegliche 7,7-mm-MG                                                      |
| Abwurfmunition        | 4 × 125-kg-Bomben oder 2 × 250-kg-Wasserbomben                                |